# Бій під Коломною
Бій під Коломною (15 — 17 вересня 1618 року) — битва між козацькими військами та московським військом під час походу гетьмана Петра Конашевича-Сагайдачного на Москву. Перемога козаків дозволила безперешкодно переправитися через річку Оку і продовжити рух на з'єднання з польсько-литовською армією.

## Передісторія
У червні 1618 року козаки на чолі з гетьманом Петром Конашевичем-Сагайдачним виступили у похід на Московське царство. Козацькі полки йшли на підмогу коронному військові польського королевича Владислава, що зупинилося за кількасот кілометрів від Москви та не мало достатньо сил, щоб продовжувати військову кампанію.
У липні козаки взяли штурмом Лівни та Єлець — потужні фортеці на півдні Московщини. Наприкінці липня — на початку серпня частина козацького війська на чолі з полковником М. Дорошенком здійснила рейд Рязанщиною, захопивши низку міст та спаливши посад Переяславля-Рязанського. Дочекавшись повернення Дорошенка, у другій половині серпня гетьман П. Конашевич-Сагайдачний продовжив рух углиб Московського царства.
26 серпня основні сили козаків підійшли до добре укріпленого Михайлова. Це місто, що дістало підкріплення з інших міст, зокрема, Калуги та Серпухова, козакам не підкорилося. Після майже двотижневої облоги та запеклих штурмів Сагайдачний вирішив продовжувати рух на північ, не зважаючи на московський гарнізон у тилу.

## Переправа через Оку
Річка Ока була найбільшою водною перешкодою для козаків на шляху до Москви. «Окський рубіж» починаючи з XIV ст. мав стратегічне значення для оборони столиці Московської держави з півдня. Переправа через річку давала змогу військові запорозького гетьмана вийти на оперативний простір.
Близько 9 вересня розвідувальний загін із 400 козаків переправився на лівий берег Оки в районі Перевицька — за 30 км на південний схід від Коломни. Допитавши місцевих селян, запорожці дізналися, що до міста підійшло московське військо з дворян, «дітей боярських», отаманів і московських козаків під командуванням воєводи князя Григорія Волконського. Той отримав завдання від царя — не допустити переправи козаків через Оку.
План П. Конашевича-Сагайдачного, за реконструкцією П. Саса, полягав у тому, щоб форсувати річку у двох місцях — у районі Коломни та Кашири. Одночасно запорозький гетьман послав у рейд близько двох тисяч козаків на чолі з полковником Ф. Бориспольцем. Ті мали відволікати увагу московитів. Козаки Бориспольця вирушили на схід — у Мещерські краї.

## Облога Зарайська
На шляху до Коломни стояв Зарайськ — місто з дерев'яним острогом і кам'яним кремлем. 11 вересня авангард козацького війська розгромив в полі гарнізон міста та на його плечах увірвався в острог. Проте штурм виявився надто спонтанним і місто встояло. Наступний штурм відбувся 15 вересня. Запорожці підпалили посад та знову не змогли здолати опір оборонців. Як і раніше під Михайловим, Сагайдачний вирішив не вв'язуватися в довгу облогу. Поки під Зарайськом ще точилися бої, гетьман почав концентрувати частину козацьких підрозділів на правому березі Оки — при впадінні в неї річки Осетр.

## Битва

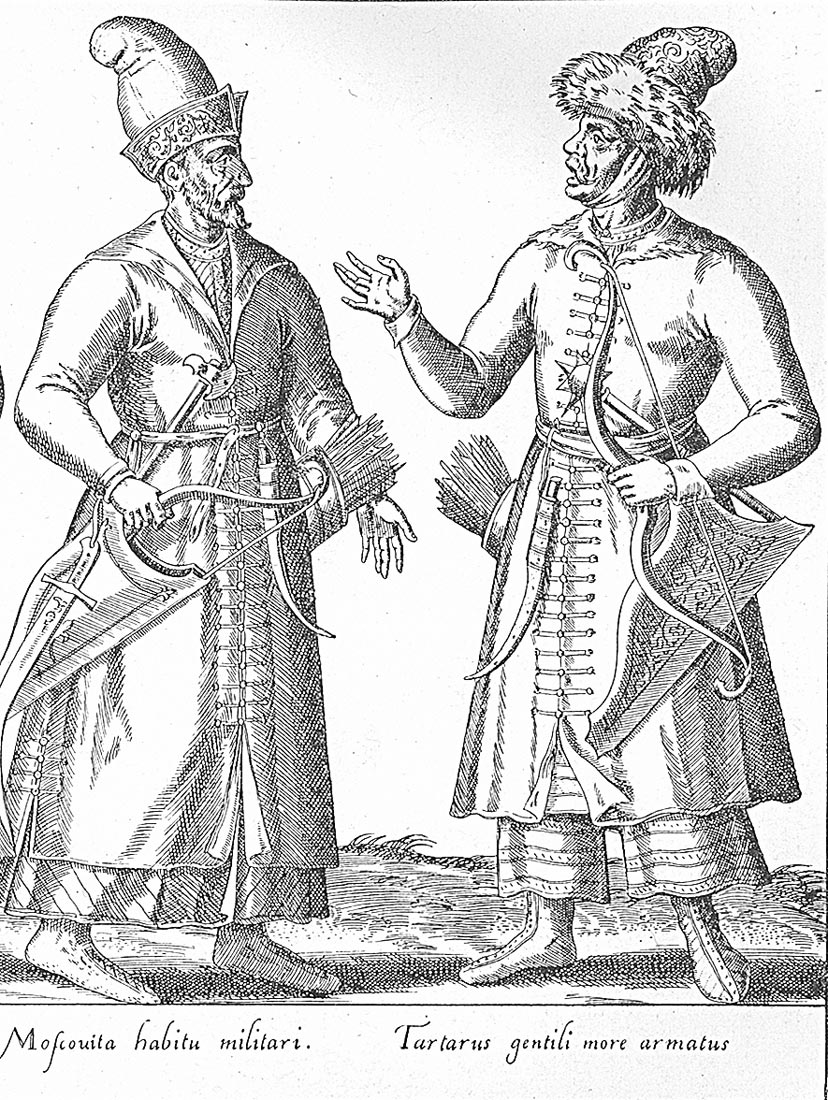
Московський (зліва) і татарський воїни. Гравюра XVI ст.

Сутички на переправі через Оку розпочались 15 вересня, коли князь Г. Волконський розбив запорозький загін, що спробував перебратися на лівий берег. На думку П. Саса — йдеться про невеликий розвідувальний загін, тоді як сам московський воєвода у донесенні царю написав, нібито бився з основними силами гетьмана.
В обід 16 вересня близько 400 козаків на човнах повторили спробу форсувати річку в районі впадіння Осетра. Волконський знову не дав їм цього зробити, але запорожцям вдалося скувати боєм московські сили. Скориставшись цим, близько тисячі козаків переправилися вище та нижче за течією. Дізнавшись, що противник вже на його флангах — воєвода вирішив відступати до Коломни.
Військо Г. Волконського вразило дезертирство. У ніч на 17 вересня табір покинули московські козаки. Вони заявили воєводі, що неспроможні битися з Сагайдачним («им гетман не в силу»). Втікачі захопили з собою частину обозу. Аналогічно вчинили і астраханські татари, що були під командою воєначальника Семена Солового-Протасьєва. У того до ранку залишилося десятеро стрільців.
Загалом у війську Г. Волконського лишилося 250 дворян, ще 900 дворян і «дітей боярських» — у гарнізоні Коломни. Проте коломенські дворяни також відмовлялися слухатися наказів князя. Дійшло до сутичок між гарнізоном і деморалізованими московськими козаками. Останніх обстріляли з гармат, ті у відповідь напали на дворян (декотрих поранили або втопили в річці).
З такими скромними силами Г. Волконський 17 вересня в обід нібито дав бій запорожцям, проте зазнав поразки та знову був змушений відступити. Таку версію подій описав цареві сам воєвода, проте історик П. Сас ставить під сумнів бої 17 вересня. Він вважає, що вже зранку цього дня залишки московського війська рушили до Гжелі — за кількадесят кілометрів від Коломни.

## Наслідки
Деморалізовані московити вже не могли завадити козаками, що впродовж кількох наступних днів переправилися на лівий берег Оки. Запорожці продовжили бойові дії безпосередньо на підступах до столиці Московського царства.